# Single Event Upset
Ein Single Event Upset (SEU) ist ein Soft Error (englisch für „weicher Fehler“), der in Halbleiterbauelementen beim Durchgang hochenergetischer ionisierender Teilchen (z. B. Schwerionen, Protonen) hervorgerufen werden kann. Er äußert sich beispielsweise als bitflip (Änderung des Zustandes eines Bits) in Speicherbausteinen oder Registern, was zu einer Fehlfunktion des betroffenen Bauteils führen kann. Die Klassifizierung als soft error rührt daher, dass ein SEU keinen dauerhaften Schaden am betroffenen Bauteil bewirkt. Ein Beispiel für einen hard error ist der Single Event Latch-up (SEL).

## Auftreten
Da das Magnetfeld und die Atmosphäre der Erde eine abschirmende Wirkung für hochenergetische Teilchen aufweisen, treten SEUs in Meereshöhe nur relativ selten auf, wobei das Auftreten bei immer kleineren Strukturen häufiger wird, da mit geringer Strukturgröße und höherer Taktfrequenz kleinere Energien reichen, um ein SEU zu provozieren. Gemäß einer Schätzung aus dem Jahr 1996 kommt es z. B. bei einem in einem PC verbauten 256-MiB-RAM-Speicherbaustein etwa ein Mal pro Monat zu einem von kosmischer Strahlung verursachten Kippen eines Bits. Eine große Bedeutung haben sie im Bereich der Luft- und Raumfahrt. Flugzeuge und vor allem Satelliten sowie Raumfahrzeuge sind einer erhöhten (Teilchen-)Strahlung ausgesetzt, weshalb die entsprechende Elektronik hier in höherem Maße betroffen ist.

## Wirkungsweise
Beim Durchqueren von Materie gibt ein ionisierendes Teilchen Energie an das umliegende Material ab, was als Linear Energy Transfer (LET) bezeichnet wird. In Halbleitern führt das zu einer Änderung der Ladungsverteilung und kann somit – vereinfacht ausgedrückt – ein „Umschalten“ eines p-n-Übergangs bewirken. Die Energie ab der ein SEU in einem Halbleiterbauteil auftreten kann, wird als {\displaystyle LET_{th}} bezeichnet, wobei der Index th für threshold (deutsch: Schwelle, Schwellwert) steht. Als Maßeinheit wird üblicherweise MeV·cm²/mg (bezogen auf Si für MOS-Halbleiterbauteile) verwendet.
Unterschiedliche Halbleiterbausteine unterscheiden sich stark in der Anfälligkeit für SEUs. Bauteile, die ein {\displaystyle LET_{th}} von über 100 MeV·cm²/mg aufweisen, werden oft auch als SEU-immun bezeichnet, was allerdings lediglich bedeutet, dass ein Bauteil bis zu diesem Wert getestet wurde und dabei kein SEU aufgetreten ist.

## Gegenmaßnahmen
Da ein SEU in einem Bauteil zum Versagen eines kompletten Systems führen kann, werden verschiedene Maßnahmen ergriffen, um das Auftreten von SEUs zu verhindern, bzw. die negativen Auswirkungen zu minimieren. Im Englischen spricht man von SEU Mitigation. Neben dem Einsatz von Halbleiterbauelementen, die auf Grund der eingesetzten Fertigungstechnologie eine erhöhte Toleranz gegenüber Strahlung aufweisen, werden u. a. folgende Methoden angewendet:
- Abschirmung: Eine ionisierende Strahlung abschirmende Ummantelung wird um die zu schützende Komponente angebracht. Diese Methode ist allerdings nur geeignet, um Teilchen relativ niedriger Energie abzufangen. Bei Teilchen hoher Energie wird nämlich beim Durchqueren der Abschirmung sog. Sekundärstrahlung erzeugt. Der hauptsächliche Nachteil ist jedoch das zusätzliche Gewicht der Abschirmung.
- Fehlerkorrektur: Gespeicherte Daten werden mittels geeigneter Verfahren gegen Einzel- oder Mehrbitfehler gesichert (z. B. RS-Kodierung). Im Falle eines SEUs, der eine Änderung des Speicherinhaltes bewirkt, lassen sich so die korrekten Daten wiederherstellen.
- Triple Modular Redundancy (kurz TMR): Bei dieser Methode wird ein abzusicherndes Modul durch drei identische und eine nachgeschaltete Entscheidungsstufe (engl. Voter) ersetzt. Der Voter gibt immer den Ausgabewert weiter, den die Mehrheit der drei Module liefert. Ein Modul kann beispielsweise ein Flipflop eines FPGAs sein, aber auch ein kompletter Prozessor.